# Lance Solomon
Pour les articles homonymes, voir Solomon.
Lance Vaiben Solomon, né en 1913 à Liverpool en Australie et mort en 1989, est un peintre paysagiste australien.

## Biographie
Lance Solomon naît en 1913 à Liverpool en Australie. Il est formé à la Royal Academy de Londres, où il remporte le prix du paysage en 1939.
Il meurt en 1989.